# Zajjánovci
Zajjánovci neboli také Abdalwadovci byla arabsko-berberská muslimská dynastie, která vládla v letech 1235–1554 severoafrickému státu ve formě sultanátu s hlavním městem Tilimsán (Tlemcen) na severozápadě současného Alžírska. Zajjánovci byla původem berberská dynastie založená ve 13. století, když se v oblasti Maghrebu usadila skupina berberských kmenů. Tilimsánský sultanát vznikl po zániku almohadského chalifátu v roce 1236. Sousedil na západě s marínovským Marokem a na východě s hafsidskou Ifríkíjí (zemí s centrem v současném Tunisku), z jihu jej obklopovala poušť Sahara. Největší moci a rozkvětu dosáhla zajjánovská dynastie ve 14. století.

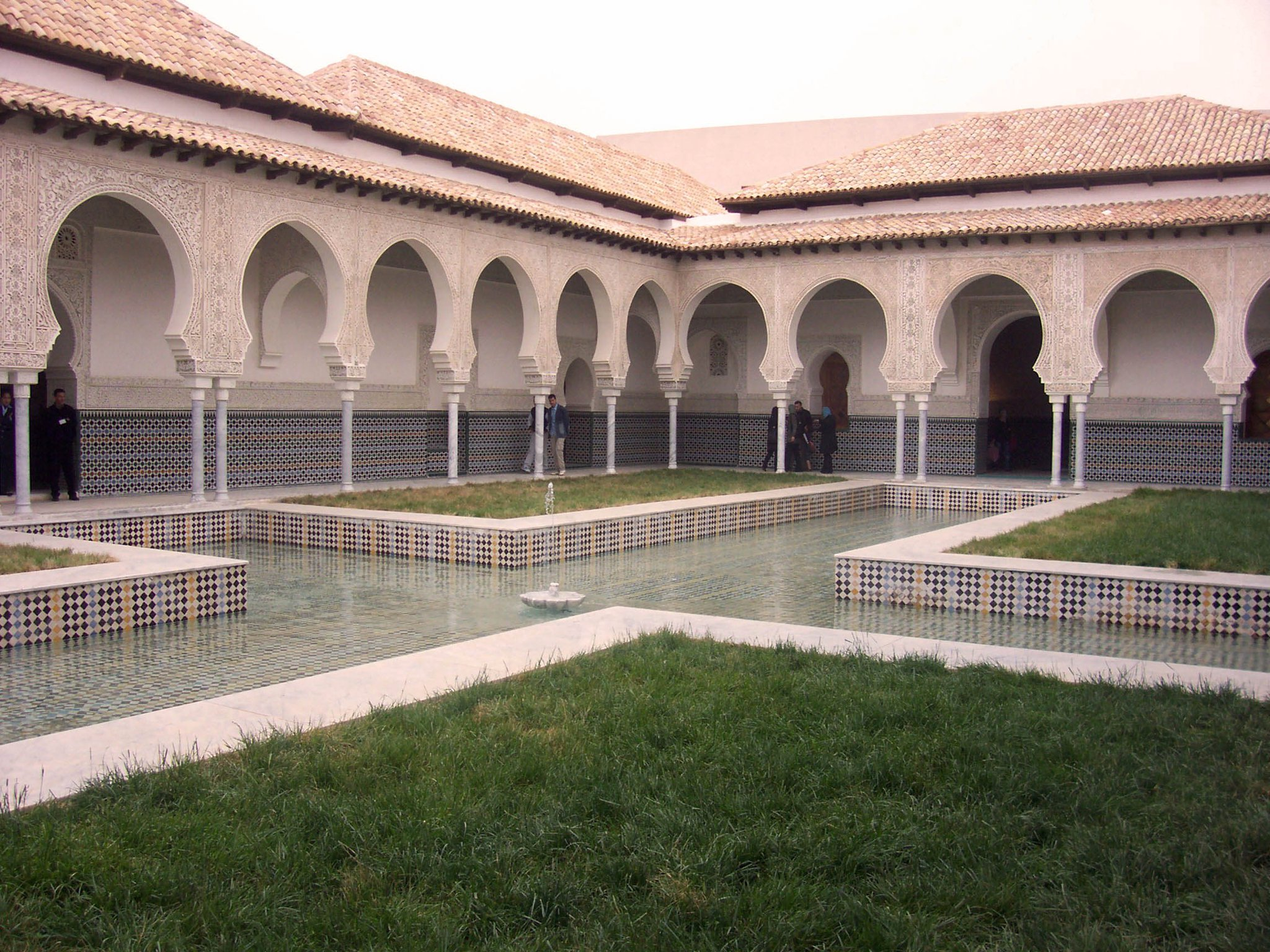
Vnitřek paláce v Tilimsánu

Severoafrické město Tilimsán (Římany nazývané jako Pomaria) bylo významným střediskem afrického a středomořského obchodu. Daleké obchodní cesty proudily z Oranu na pobřeží Středozemního moře až do západního Súdánu. Ve 14. století si zajjánovský sultanát podmanil sousední Ifríkíji (Tunisko). Za vlády Abú Máleka si také roku 1423 nakrátko podmanil marocký Fes. Po těchto úspěších došlo v zajjánovské říši k dlouhodobé fázi úpadku, kdy se střídavě stávala vazalem Ifríkíje nebo se octla pod nadvládou marockého státu. Roku 1509 vpadli do země Španělé a pod vedením Pedra Navarra a kardinála Cisnera se zmocnili se Oranu. Město bylo pod nadvládou Španělska po tři další století. V druhé polovině 16. století sultanát podlehl expanzi Osmanské říše. Na jeho místě byla zřízena osmanská provincie Alžírské regentství.

## Symbolika

vlajka dynastie:
14. století
1388–1488
na mapě Albina de Canpy z roku 1489

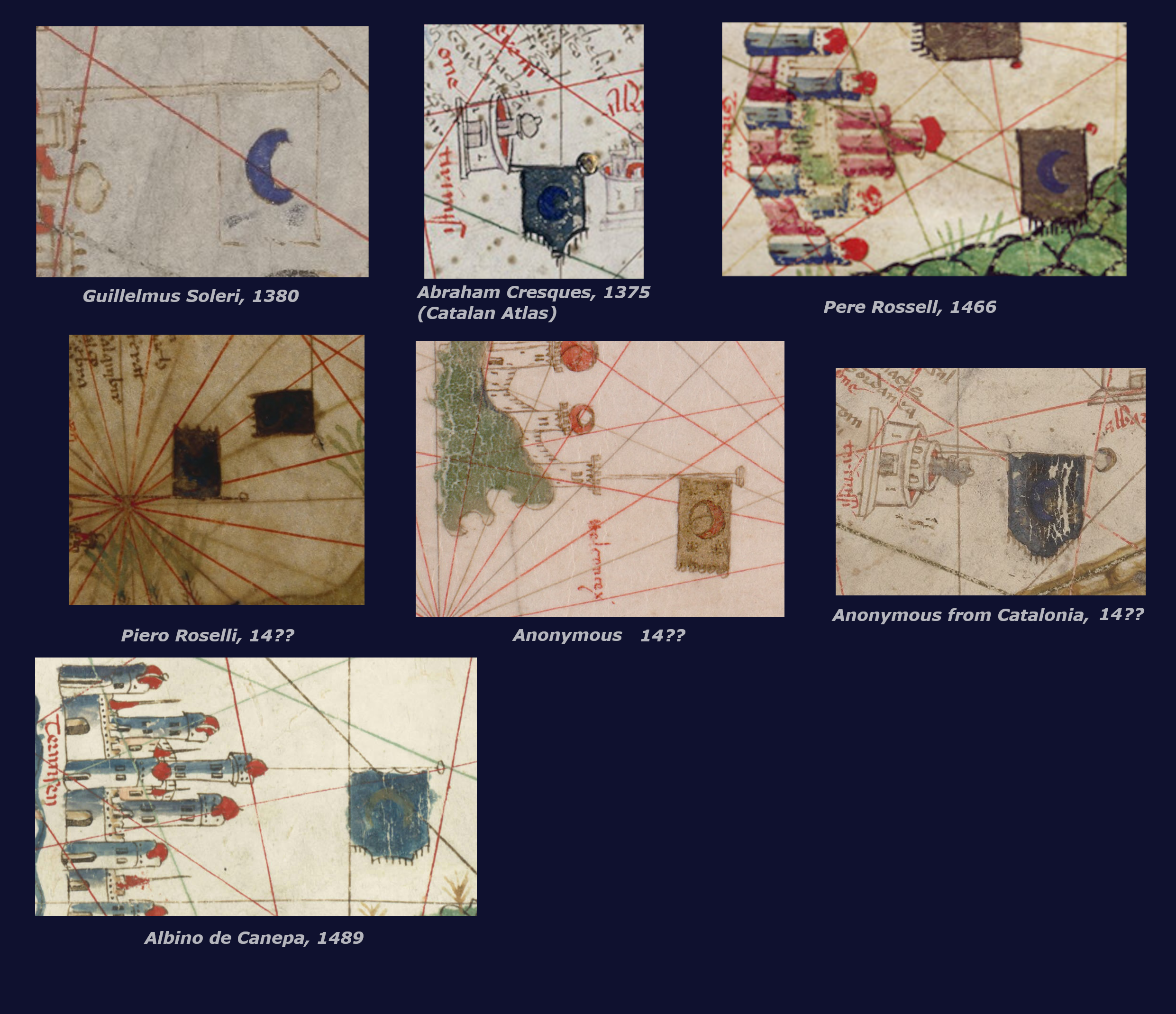
Vlajka na různých obchodních mapách